# Stefano Sabelli
Stefano Sabelli (ur. 13 stycznia 1993 w Rzymie) – włoski piłkarz występujący na pozycji obrońcy we włoskim klubie Genoa. Wychowanek Romy, w trakcie swojej kariery grał także w takich zespołach, jak Bari, Carpi, Brescia oraz Empoli. Młodzieżowy reprezentant Włoch.